# Liste des titres musicaux numéro un en France en 1990
Cette page liste les singles et les albums classés numéro un des ventes de disques en France par le Syndicat national de l'édition phonographique pour l'année 1990.
Le classement des singles est hebdomadaire, celui des albums est bimensuel.

## Classement des singles
| Semaine | Sortie        | Artiste                          | Titre                            |
| ------- | ------------- | -------------------------------- | -------------------------------- |
| 1       | 6 janvier     | Roch Voisine                     | Hélène                           |
| 2       | 13 janvier    | Roch Voisine                     | Hélène                           |
| 3       | 20 janvier    | Roch Voisine                     | Hélène                           |
| 4       | 27 janvier    | François Feldman                 | Les Valses de Vienne             |
| 5       | 3 février     | François Feldman                 | Les Valses de Vienne             |
| 6       | 10 février    | François Feldman                 | Les Valses de Vienne             |
| 7       | 17 février    | François Feldman                 | Les Valses de Vienne             |
| 8       | 24 février    | Roch Voisine                     | Hélène                           |
| 9       | 3 mars        | Roch Voisine                     | Hélène                           |
| 10      | 10 mars       | François Feldman                 | Les Valses de Vienne             |
| 11      | 17 mars       | François Feldman                 | Les Valses de Vienne             |
| 12      | 24 mars       | Les Vagabonds                    | Le Temps des Yéyés               |
| 13      | 31 mars       | Les Vagabonds                    | Le Temps des Yéyés               |
| 14      | 7 avril       | Les Vagabonds                    | Le Temps des Yéyés               |
| 15      | 14 avril      | Les Vagabonds                    | Le Temps des Yéyés               |
| 16      | 21 avril      | Les Vagabonds                    | Le Temps des Yéyés               |
| 17      | 28 avril      | Les Vagabonds                    | Le Temps des Yéyés               |
| 18      | 5 mai         | Les Vagabonds                    | Le Temps des Yéyés               |
| 19      | 12 mai        | The Christians                   | Words                            |
| 20      | 19 mai        | The Christians                   | Words                            |
| 21      | 26 mai        | Elton John                       | Sacrifice                        |
| 22      | 2 juin        | Elton John                       | Sacrifice                        |
| 23      | 9 juin        | Elton John                       | Sacrifice                        |
| 24      | 16 juin       | Lagaf'                           | Bo le lavabo (WC Kiss)           |
| 25      | 23 juin       | Zouk Machine                     | Maldòn (La musique dans la peau) |
| 26      | 30 juin       | Zouk Machine                     | Maldòn (La musique dans la peau) |
| 27      | 7 juillet     | Zouk Machine                     | Maldòn (La musique dans la peau) |
| 28      | 14 juillet    | Zouk Machine                     | Maldòn (La musique dans la peau) |
| 29      | 21 juillet    | Zouk Machine                     | Maldòn (La musique dans la peau) |
| 30      | 28 juillet    | Zouk Machine                     | Maldòn (La musique dans la peau) |
| 31      | 4 août        | Zouk Machine                     | Maldòn (La musique dans la peau) |
| 32      | 11 août       | Charles D. Lewis                 | Soca Dance                       |
| 33      | 18 août       | Charles D. Lewis                 | Soca Dance                       |
| 34      | 25 août       | Charles D. Lewis                 | Soca Dance                       |
| 35      | 1er septembre | Charles D. Lewis                 | Soca Dance                       |
| 36      | 8 septembre   | Charles D. Lewis                 | Soca Dance                       |
| 37      | 15 septembre  | Charles D. Lewis                 | Soca Dance                       |
| 38      | 22 septembre  | Zouk Machine                     | Maldòn (La musique dans la peau) |
| 39      | 29 septembre  | Zouk Machine                     | Maldòn (La musique dans la peau) |
| 40      | 6 octobre     | Félix Gray et Didier Barbelivien | À toutes les filles...           |
| 41      | 13 octobre    | Félix Gray et Didier Barbelivien | À toutes les filles...           |
| 42      | 20 octobre    | UB40                             | Kingston Town                    |
| 43      | 27 octobre    | UB40                             | Kingston Town                    |
| 44      | 3 novembre    | UB40                             | Kingston Town                    |
| 45      | 10 novembre   | Mecano                           | Une femme avec une femme         |
| 46      | 17 novembre   | Mecano                           | Une femme avec une femme         |
| 47      | 24 novembre   | Mecano                           | Une femme avec une femme         |
| 48      | 1er décembre  | Mecano                           | Une femme avec une femme         |
| 49      | 8 décembre    | Mecano                           | Une femme avec une femme         |
| 50      | 15 décembre   | Mecano                           | Une femme avec une femme         |
| 51      | 22 décembre   | Mecano                           | Une femme avec une femme         |
| 52      | 29 décembre   | François Feldman                 | Petit Frank                      |

## Classement des albums
| Semaines | Sortie       | Artiste                         | Titre                        |
| -------- | ------------ | ------------------------------- | ---------------------------- |
| 1 2      | 4 janvier    | Jive Bunny and the Mastermixers | Jive Bunny : The Album       |
| 3 4      | 18 janvier   | Phil Collins                    | ...But Seriously             |
| 5 6      | 1er février  | Phil Collins                    | ...But Seriously             |
| 7 8      | 15 février   | Phil Collins                    | ...But Seriously             |
| 9 10     | 1er mars     | Phil Collins                    | ...But Seriously             |
| 11 12    | 15 mars      | Phil Collins                    | ...But Seriously             |
| 13 14    | 29 mars      | Phil Collins                    | ...But Seriously             |
| 15 16    | 12 avril     | Phil Collins                    | ...But Seriously             |
| 17 18    | 25 avril     | Depeche Mode                    | Violator                     |
| 19 20    | 9 mai        | Depeche Mode                    | Violator                     |
| 21 22    | 23 mai       | Patricia Kaas                   | Scène de vie                 |
| 23 24    | 6 juin       | Patricia Kaas                   | Scène de vie                 |
| 25 26    | 20 juin      | Patricia Kaas                   | Scène de vie                 |
| 27 28    | 4 juillet    | Patricia Kaas                   | Scène de vie                 |
| 29 30    | 18 juillet   | Patricia Kaas                   | Scène de vie                 |
| 31 32    | 1er août     | Zouk Machine                    | Maldòn                       |
| 33 34    | 15 août      | Zouk Machine                    | Maldòn                       |
| 35 36    | 29 août      | Zouk Machine                    | Maldòn                       |
| 37 38    | 12 septembre | Charles D. Lewis                | Soca Dance - Do You Feel It? |
| 39 40    | 26 septembre | Charles D. Lewis                | Soca Dance - Do You Feel It? |
| 41 42    | 10 octobre   | Roch Voisine                    | Hélène                       |
| 43 44    | 24 octobre   | Patrick Bruel                   | Alors regarde                |
| 45 46    | 7 novembre   | Patrick Bruel                   | Alors regarde                |
| 47 48    | 21 novembre  | Patrick Bruel                   | Alors regarde                |
| 49 50    | 5 décembre   | Patrick Bruel                   | Alors regarde                |
| 51 52    | 19 décembre  | Patrick Bruel                   | Alors regarde                |